# Хмара Сміт
Хмара Сміт — це гігантська хмара з водню, яка за розмірами у мільярди раз перевищує наше Сонце. Розміри хмари близько 11000 світлових років у довжину та 2500 у ширину, що можна порівняти з розмірами карликової галактики, а водню в ній настільки багато, що можна створити мільйони таких зірок як Сонце. Ця хмара відома науці вже понад 45 років. У 1963 молода студентка Гейл Сміт вивчаючи астрономію знайшла її, а в 2008 році вчені з Національної радіоастрономічної обсерваторії США й університету Вісконсину розрахували відстань від хмари до Сонця. Хмара знаходиться на відстані 12 кпк від Сонця і десь в 8000 світлових років від краю Чумацького шляху. У тому ж році стало відомо в якому напрямку рухається хмара.
Перерахував данні, австралійські астрофізики з'ясували, що приблизно 70 млн років тому Хмара Сміт вже проходила крізь нашу Галактику. Оскільки хмара газу не зруйнувалося після зіткнення з диском Галактики і збереглася до наших днів, її маса повинна бути набагато більше, ніж передбачалося раніше. До нового зіткнення, до речі, у хмарі цілком може утворитися ціла галактика.
Оскільки хмари газу, що потрапили в галактичну корону, досить легко руйнуються, а хмара Сміт, навпроти, збереглася до наших днів, австралійські вчені припустили, що його «захищає» гало темної матерії.
Обчислення з застосуванням трьох різних моделей гало дали приблизно однакові результати: розрахована маса хмари Сміт на два порядки перевищувала значення, запропоновані раніше. На цій підставі дослідники зарахували хмару до кандидатів на роль темних галактик — величезних об'єктів, які стабілізуються темною матерією і не містять (або містять незначну кількість) зірок. За даними вчених, 70 млн років тому співвідношення «звичайних» баріонів і темної матерії в хмарі Сміт знизилося в 2-5 разів; швидше за все, наступне проходження крізь диск Чумацького Шляху, яке очікується через 27 — 30 млн років, стане для хмари останнім.